# Xysticus edax
Xysticus edax es una especie de araña cangrejo del género Xysticus, orden Araneae. Fue descrita científicamente por O. Pickard-Cambridge en 1872.

## Distribución geográfica
Se distribuye por Turquía, Israel, Irak e Irán.